# Conchocarpus diadematus
Conchocarpus diadematus är en vinruteväxtart som beskrevs av J. R. Pirani. Conchocarpus diadematus ingår i släktet Conchocarpus och familjen vinruteväxter. Inga underarter finns listade i Catalogue of Life.